# Raab (fiume)
Il Raab (in tedesco; in ungherese Rába) è un fiume dell'Europa centrale, affluente di destra del Danubio, che scorre in Austria e Ungheria.

## Geografia
Il fiume nasce in Austria, pochi chilometri a est della città di Bruck an der Mur, quindi scorre attraverso le regioni austriache della Stiria e del Burgenland e le province ungheresi di Vas e Győr-Moson-Sopron. Confluisce in un ramo laterale del Danubio (il Danubio di Moson o Mosoni-Duna) nella città di Győr.
Gli affluenti principali del Raab sono:
- Lafnitz
- Pinka
- Gyöngyös (in tedesco Güns).

## Storia
Nella pianura del fiume Raab Raimondo Montecuccoli sconfisse i Turchi durante la Guerra austro-turca (1663-1664), in una battaglia conosciuta anche con il nome di Battaglia del Raab

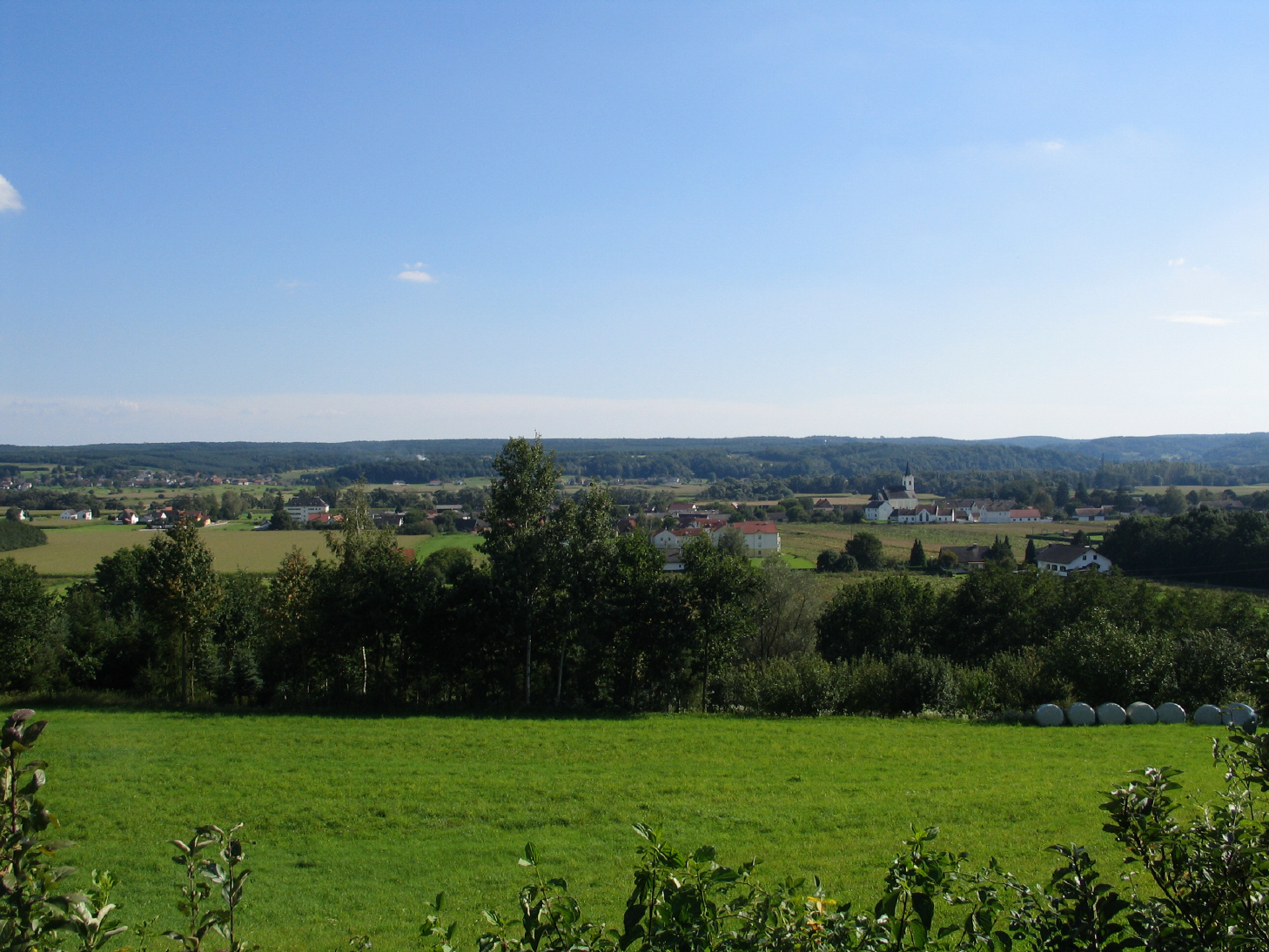
La valle della Raab vista dal lieve rilievo, l'ultimo colle austriaco, dal quale il Marchese avrebbe comandato la battaglia. Oltre le colline all'orizzonte, in territorio magiaro, era il grande accampamento del Gran Visir.

Altra battaglia storica fu quella che il 14 giugno 1809 oppose le forze italo-francesi e quelle austriache nel corso delle guerre napoleoniche.

## Città attraversate
Le principali città attraversate sono:
- Gleisdorf (Austria)
- Feldbach (Austria)
- Szentgotthárd (Ungheria)
- Körmend (Ungheria)
- Győr (Ungheria)